# Ievgueni Nikixin
Ievgueni Mikhailòvitx Nikixin (rus: Евгений Михайлович Никишин, 23 juny 1945, Òblast de Penza – 17 de desembre de 1986) va ser un matemàtic rus especialitzat en anàlisi harmònica.

## Biografia
Nikixin, a l'edat de 24 anys, va obtenir el seu doctorat a la Universitat Estatal de Moscou, convertint-se en el candidat més jove en la història de la MSU i el 1971 la seva habilitació (doctorat rus) a l'Institut Steklov sota la direcció de Piotr Uliànov (1928-2006). El 1977 es va convertir en professor de la Universitat Estatal de Moscou, on va romandre fins a la seva mort després d'una llarga batalla contra el càncer.
Va treballar en la teoria de l'aproximació, especialment en els aproximants de Padé. Els sistemes de funcions de Nikixin porten el seu nom. També nomenat en el seu honor és el teorema de factorització Nikishin-Stein, que és una generalització de 1970 per Nikixin del teorema de factorització Stein. Nikixin també va fer investigacions sobre aproximacions racionals en la teoria de nombres i va escriure una monografia sobre aquestes aproximacions en un enfocament unificat que també va tractar aproximacions racionals en espais de funció.
El 1972 va guanyar el Premi Lenin Komsomol i el 1973 va guanyar el Premi Salem, que s'atorga cada any a un jove matemàtic que es considera que ha fet un treball excel·lent en tot el món. Dins 1978 sigui un Parlant Convidat (El Padé Approximants) al Congrés Internacional de Matemàtics a Hèlsinki.
Ievgueni va ser un gran amic i col·lega d'Anatoli Fomenko amb qui van desenvolupar una cronologia històrica revisadora.

## Publicacions seleccionades
- «Resonance theorems and super linear operators». Russian Mathematical Surveys, 25, 6, 1970, pàg. 125–187. DOI: 10.1070/rm1970v025n06abeh001270.
- with Vladimir Nikolaevich Sorokin:  Rational approximations and orthogonality.  AMS, 1991.